# Prix Richard-Lounsbery
Le prix Richard-Lounsbery est un prix décerné à des scientifiques américains et français, âgés de 45 ans ou moins, en « reconnaissance des réalisations remarquables de savants français et américains en biologie et en médecine ».

## Description
Ce  prix  de  biologie  et  de  médecine  créé  en  1978 est  attribué conjointement par l’Académie des sciences française et l’Académie des sciences américaine (NAS). Il a été créé en 1978, pour une durée illimitée, par Vera Lounsbery en mémoire de son mari Richard Lounsbery (en) via la Fondation Richard-Lounsbery. Il est destiné à récompenser « les réalisations remarquables de savants français et américains » en biologie et  en  médecine  et  «  se  propose  de  stimuler  ce  domaine  de  recherche, d’encourager  les  échanges scientifiques franco-américains et d’aider les plus éminents chercheurs des deux pays, contribuant ainsi à la compréhension de la biologie humaine et à l’amélioration de la santé et du bien-être de l’homme ». Il est décerné alternativement à un chercheur français et à un chercheur américain, en principe âgé de moins de 45 ans. Il est possible de désigner plusieurs lauréats au même prix. Une partie de la dotation du prix permet au lauréat de rendre visite à des laboratoires et institutions de l’autre pays et ce dans un délai de trois ans après l’attribution du prix. 
Le prix est décerné par un jury de sept membres représentant à la fois les Académies française et américaine. Le lauréat reçoit un prix de 75 000 $, et un financement de 25 000 $ pour visiter un laboratoire ou un établissement de recherche dans le pays récipiendaire et une invitation à donner la conférence Lounsbery dans ce pays.

## Lauréats[3],[4]
- 2025 - Michael M. Yartsev, «  pour ses contributions essentielles à l'avancement de notre compréhension des neurosciences systémiques ».
- 2024 - Jean-Léon Maitre, «  pour ses travaux remarquables et innovants en biologie du développement des mammifères »[5].
- 2023 - Michelle Monje, « pour ses travaux pionniers qui ont changé notre regard sur la communication entre neurones et cellules gliales dans le cerveau sain mais également en cas de pathologies neurologiques, en particulier les cancers du cerveau ».
- 2022 - Claire Wyart, « pour ses travaux remarquables sur l’interface sensorielle entre le système nerveux et le liquide cérébrospinal (CSF), qui contrôle notre posture et nos mouvements ».
- 2021 Feng Zhang, « pour ses résultats pionniers dans le domaine de l’édition génomique incluant la découverte de nouveaux systèmes CRISPR et leur développement en tant qu’outils moléculaires »[6]. en science|
- 2020 - Marie Manceau, « pour ses travaux remarquables en biologie du développement en particulier la formation et l’évolution de motifs périodiques sur le plumage des oiseaux »[7].
- 2019 - Jay Shendure (en), « pour son travail de pionnier et son leadership dans la deuxième vague de la génomique qui transforme la génétique et la médecine ».
- 2018 - Yohanns Bellaïche de l’Institut Curie, « pour ses travaux sur la régulation génétique et mécanique qui sous-tend la prolifération des tissus,  leur  homéostasie  et réparation  dans  des  conditions  physiologiques  et pathologiques ».
- 2017 - Pardis Sabeti de l'université Harvard « pour sa contribution à la santé mondiale et à l'étude des maladies émergentes et des pandémies, dont l'ebola, la fièvre de Lassa et le paludisme ».
- 2016 - Bruno Klaholz, du Centre  de  Biologie  intégrative  d’Illkirsch (CNRS),  « pour  ses travaux  en  biologie  structurale sur les régulations de l’expression génétique ».
- 2015 - Hopi Hoekstra (en) du Howard Hughes Medical Institute, « pour son travail sur les fondements moléculaires de la façon dont l'adaptation à de nouvelles pressions sélectives établit et maintient la diversité au cours de l'évolution ».
- 2014 - Frédéric Saudou, Inserm, « pour ses contributions majeures à la compréhension des mécanismes moléculaires et cellulaires responsables de la maladie de Huntington ».
- 2013 - Karl Deisseroth, « pour avoir été le pionnier de la technologie appelée optogénétique ».
- 2012 - Olivier Pourquié, « pour ses travaux sur les modèles embryonnaires chez les vertébrés et particulièrement sur les mécanismes génétiques et développementaux qui contrôlent la segmentation ».
- 2011 - Bonnie Bassler, « pour ses découvertes pionnières sur l'utilisation universelle de la communication chimique entre les bactéries et l'élucidation des mécanismes structurels et réglementaires contrôlant les assemblages bactériens ».
- 2010 - Gérard Karsenty (en), « pour son travail sur les mécanismes moléculaires qui sous-tendent la formation et le remodelage de l'os ».
- 2009 - Cornelia Bargmann, « pour son utilisation extraordinairement inventive et réussie de la génétique moléculaire et classique afin de sonder la base des cellules nerveuses individuelles du comportement chez C. elegans ».
- 2008 - Jean-Laurent Casanova, « pour sa contribution à la compréhension des bases génétiques de la prédisposition aux maladies virales et bactériennes de l'enfance, qui ont des implications cliniques importantes pour le diagnostic et la gestion des maladies infectieuses ».
- 2007 - Xiaodong Wang (en), « pour ses études biochimiques pionnières sur l'apoptose, qui ont élucidé une voie moléculaire menant à la mitochondrie et au noyau ».
- 2006 - Catherine Dulac, « pour ses contributions majeures dans la perception et la traduction comportementale des phéromones chez les mammifères ».
- 2005 - John Kuriyan (en), « pour son rôle crucial dans la mise en évidence des mécanismes structurels sous-jacents à la processivité de la réplication de l'ADN et de la régulation des tyrosine kinases et de leurs protéines cibles en interaction ».
- 2004 - Brigitte Kieffer, « pour son travail pionnier sur la neurobiologie moléculaire des comportements contrôlés par les opioïdes, dont les résultats ont des implications très importantes pour le traitement de la douleur, de la toxicomanie et des troubles émotionnels ».
- 2003 - Carol Greider, « pour ses études biochimiques et génétiques pionnières sur la télomérase, l'enzyme qui maintient les extrémités des chromosomes des cellules eucaryotes ».
- 2002 - Denis Le Bihan, « pour ses travaux sur l'invention et le développement de l'imagerie par résonance magnétique nucléaire de diffusion et de perfusion cérébrale ».
- 2001 - Elaine Fuchs, « pour ses connaissances fondamentales sur la structure et la fonction des protéines cytosquelettiques et leur relation avec les maladies génétiques humaines ».
- 2000 - Miroslav Radman, p« our sa contribution à la découverte des mécanismes moléculaires impliqués dans la réplication et la réparation de l'ADN, en particulier la découverte d'une enzyme clé du mécanisme de réparation de l'ADN ».
- 1999 - Elliot Meyerowitz (en), « pour ses contributions pionnières à la génétique moléculaire de l'architecture végétale, qui ont des implications pratiques pour l'agriculture ».
- 1998 - Pascale Cossart, « pour ses découvertes fondamentales en microbiologie sur les mécanismes d'entrée bactérienne et la motilité intracellulaire de l'hôte ».
- 1997 - James Rothman, « pour sa dissection des mécanismes biochimiques par lesquels les protéines sont transférées d'un compartiment cellulaire à un autre et au monde extérieur ».
- 1996 - Daniel Louvard et Jacques Pouysségur, « pour leurs contributions à l'étude de la régulation de la division et de la différenciation cellulaire ».
- 1995 - Douglas Melton, « pour avoir montré comment les cellules et les tissus se différencient pendant le développement des vertébrés ».
- 1994 - Jean-Louis Mandel, « pour ses travaux en génétique humaine et en particulier pour sa découverte de la mutation du X fragile. Ce nouveau type de mutation a été trouvé à l'origine des maladies ».
- 1993 - Stanley Prusiner et Bert Vogelstein, « pour leurs découvertes distinctes et passionnantes sur la pathogenèse des maladies neurodégénératives et malignes ».
- 1992 - Philippe Ascher et Henri Korn, « pour leurs découvertes sur les mécanismes de transmission synaptique ».
- 1991 - Marc W. Kirschner, « pour avoir élucidé les étapes clés du cycle cellulaire ».
- 1991 - Harold Weintraub (en), « pour avoir élucidé un mécanisme moléculaire par lequel un gène régulateur unique peut conduire à un programme de différenciation cellulaire ».
- 1990 - Jean Rosa, « pour ses contributions, qui ont ouvert une nouvelle voie dans le contrôle du transport de l'oxygène dans le sang et le traitement de la première peste génétique mondiale, la drépanocytose ».
- 1989 - Richard Axel, « pour ses découvertes élucidant la structure des gènes dans les cellules animales ».
- 1988 - François Cuzin (en), « pour ses contributions originales à l'élucidation des mécanismes impliqués dans la transformation des cellules malignes ».
- 1987 - Alfred G. Gilman et Martin Rodbell, « pour leurs découvertes concernant les protéines et les mécanismes qui médient les réponses cellulaires à la liaison des ligands aux récepteurs de surface cellulaire ».
- 1986 - André Capron et Jacques Glowinski, « pour leurs travaux fondamentaux, qui ont contribué au traitement des maladies parasitaires et neurologiques ».
- 1985 - Martin Gellert (en) et Thomas Maniatis, « pour leurs contributions déterminantes à notre compréhension de la structure et de la fonction de l'ADN ».
- 1984 - Maxime Schwartz, « pour son analyse génétique et biochimique du système maltose d'E. Coli, qui a ouvert la voie à la solution d'une série de problèmes fondamentaux en biologie moléculaire ».
- 1983 - Günter Blobel, « pour ses travaux sur les interactions moléculaires qui contrôlent le trafic des protéines nouvellement synthétisées dans les cellules eucaryotes ».
- 1982 - Pierre Chambon et Jean-Pierre Changeux, « pour leurs travaux sur les structures fondamentales du matériel génétique et du système nerveux ».
- 1981 - Philip Leder, « pour sa série de contributions remarquables en génétique moléculaire ».
- 1980 - François Morel, « pour ses travaux sur la physiologie du rein ».
- 1979 - Michael Brown et Joseph Goldstein, « pour leurs travaux sur la biosynthèse du cholestérol ».